# Rio Drăgăneasa (Proviţa)
O Rio Drăgăneasa é um rio da Romênia, afluente do Proviţa, localizado no distrito de Prahova.